# Fürstenbahnhof Firenze Santa Maria Novella

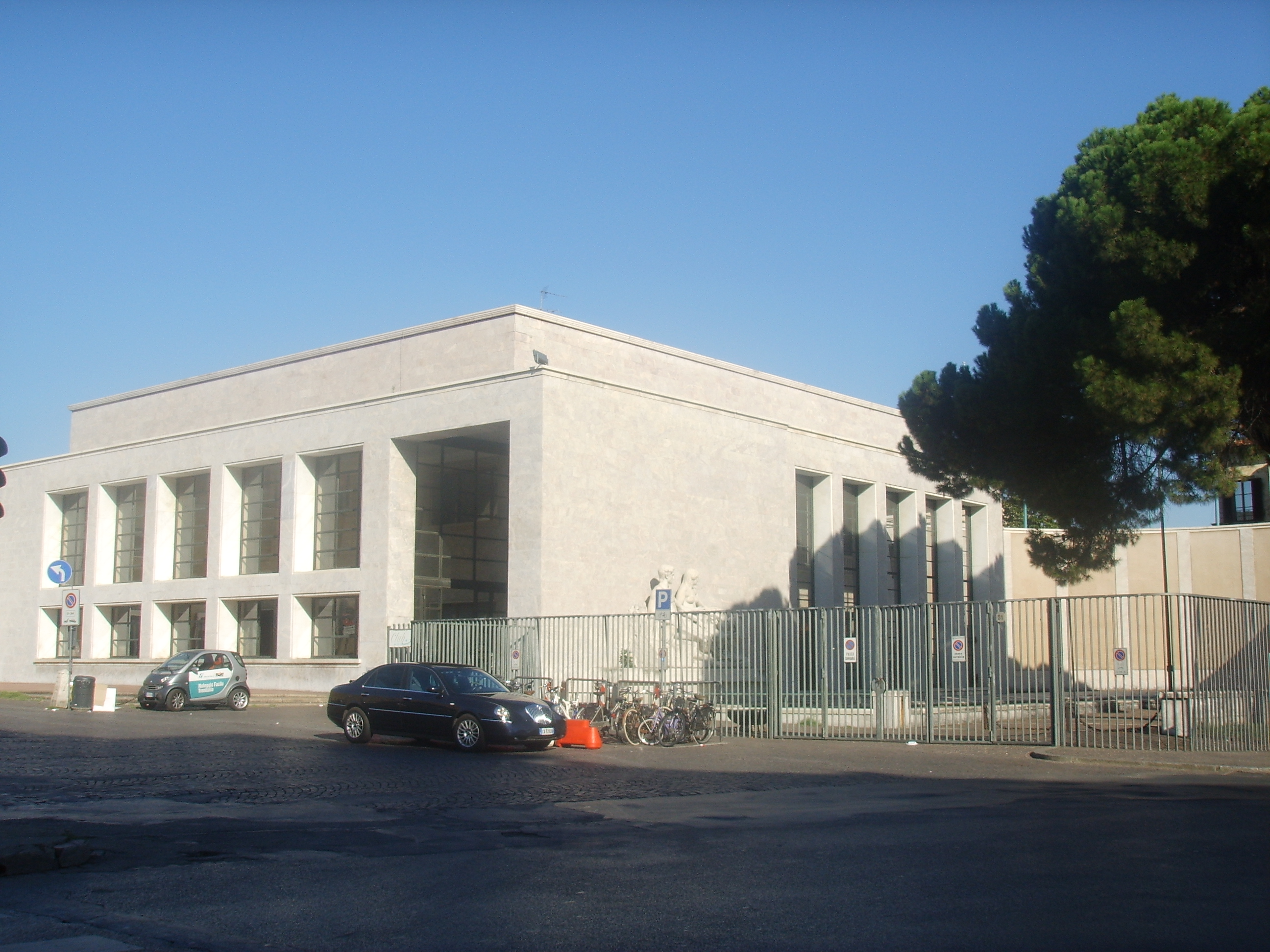
Fürstenbahnhof Firenze Santa Maria Novella, Straßenansicht

Der Fürstenbahnhof Firenze Santa Maria Novella (italienisch Palazzina Reale di Santa Maria Novella) war die Empfangsanlage für den italienischen König und seine Gäste im Hauptbahnhof von Florenz, dem Bahnhof Firenze Santa Maria Novella, aus dem Jahr 1935, gestaltet in „byzantinischer Pracht“.

## Geografische Lage
Das Gebäude steht als eigenständiges Bauwerk am äußeren, östlichen Bahnsteig des Hauptbahnhofs, etwas nördlich vom Empfangsgebäude für den öffentlichen Verkehr. Die Straßenseite des Gebäudes liegt an der Via Valfonda della Stazione.

## Geschichte
Der Fürstenbahnhof war 1932 Teil des von der „Gruppo Toscano“ gewonnenen Wettbewerbs für das neue Empfangsgebäude des Hauptbahnhofs von Florenz. Der Rohbau war im Sommer 1934 fast vollständig fertiggestellt. Das Gebäude wurde zusammen mit dem neuen Empfangsgebäude am 30. Oktober 1935 durch König Viktor Emanuel III. und den Eisenbahnminister Costanzo Ciano eingeweiht.
Heute ist das Gebäude Sitz der Kammer der Architekten, Raumplaner, Landschaftsplaner und Denkmalpfleger der Provinz Florenz (Ordine degli Architetti, Pianificatori, Paesaggisti e Conservatori della Provincia di Firenze).

## Gebäude

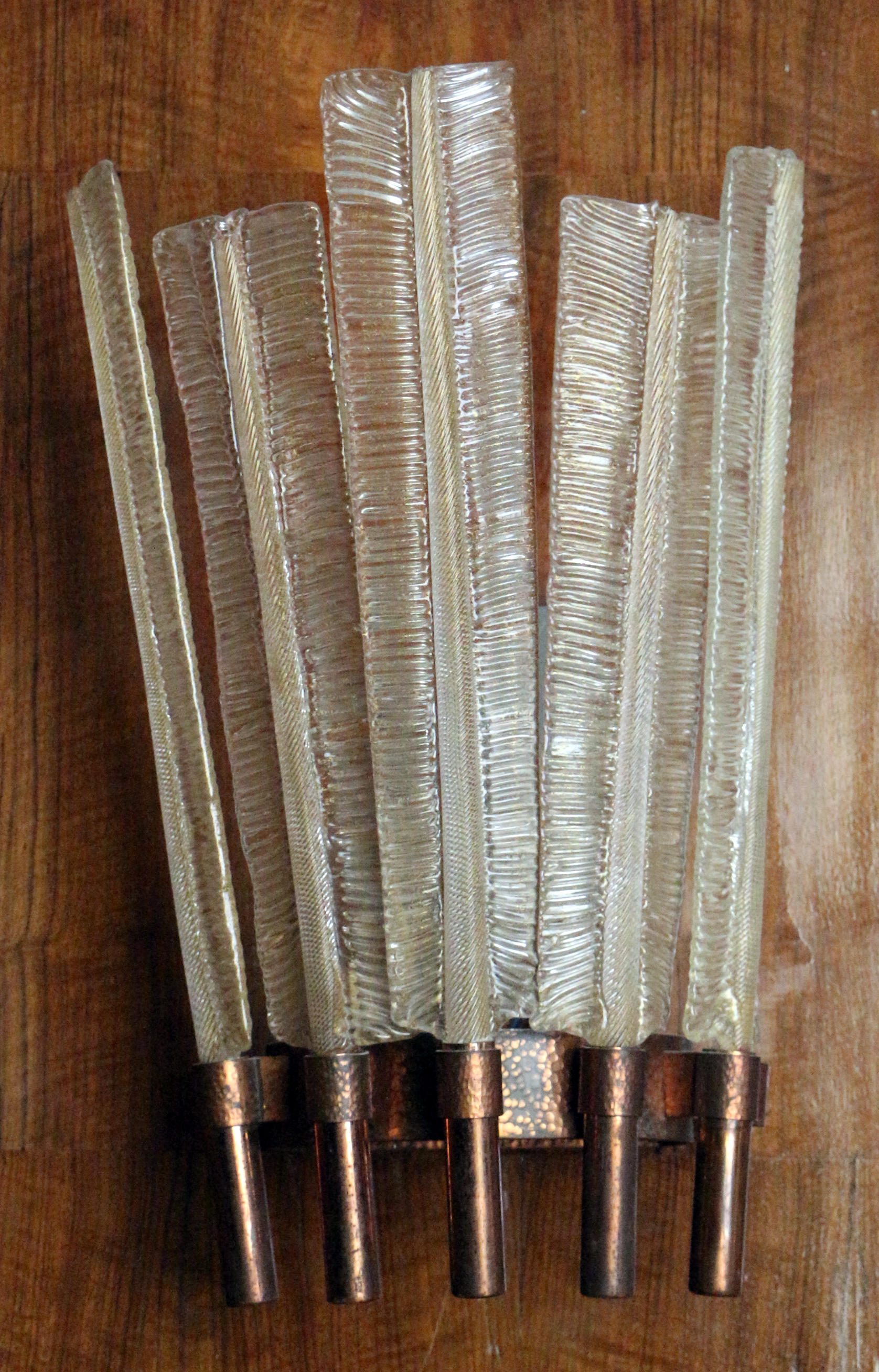
Wandleuchte

Das Gebäude wird von gradliniger, schnörkelloser Architektur bestimmt, ebenso wie das benachbarte Empfangsgebäude für den öffentlichen Verkehr, allerdings zeichnet es sich durch die Kostbarkeit der für die Verkleidungen verwendeten Materialien und die Raffinesse bei Details und Ausstattungen aus.
Für die Zuschreibung des Werks an Giovanni Michelucci gibt es keine Belege in den Quellen, vielmehr deutet alles in Richtung auf eine kollektive Gestaltung des Werks hin. Einem zeitgenössischen Kommentar zufolge stellt der Fürstenbahnhof aufgrund seiner „Einfachheit“ innerhalb des Bahnhofskomplexes „die interessanteste und intelligenteste Wiederbelebung des linearen florentinischen Geistes seit dem Ende des 15. Jahrhunderts“ dar. Fakt ist, dass hier modernste zeitgenössische Architektur auf eine definitiv im Auslaufen begriffene Bauaufgabe traf.

## Äußeres
Straßenseitig ist das Gebäude vollständige mit Marmor verkleidet. Fünf hohe Tore bilden hier einen Ehrenportikus. Auf der der Via Valfonda zugewandten Seite ist dem Gebäude ein Platz vorgelagert, der ursprünglich als Vorfahrt gedacht war und von einer mit Pilastern durchbrochenen Mauer umschlossen wird. In diesem Raum befindet sich ein langes, mit blauen Fliesen ausgekleidetes und mit Marmor eingefasstes Becken, in dem sich eine Statuengruppe „Arno und sein Tal“ von Italo Griselli spiegelt. Die Brunnenskulptur besteht aus einer männlichen und einer weiblichen Figur, die sitzen. Im Gesicht des Mannes scheint der Bildhauer den Architekten Michelucci gehuldigt wiedergegeben zu haben.
Im April 2016 wurde nach mehreren Jahren der Außenbereich durch die verwaltende Grandi Stazioni S.p.A. in Zusammenarbeit mit der privaten ECV-Gruppe wieder für die Öffentlichkeit zugänglich gemacht.
Bahnsteigseitig erfolgt der Zugang über ein leuchtend rotes Mosaik und einen mit Palmen geschmückten Säulenhof.

## Inneres

### Raumdisposition

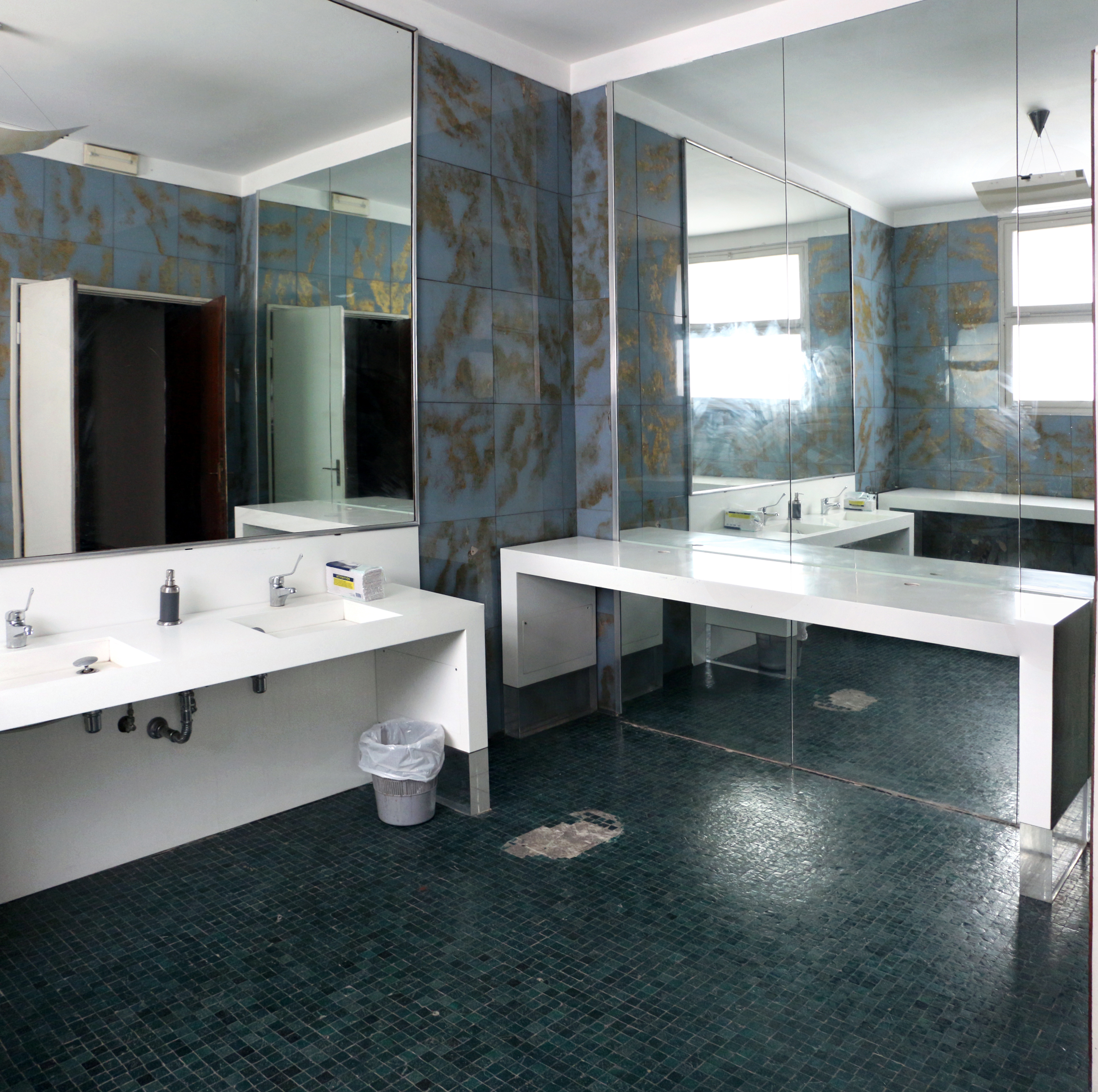
Königliche Nasszelle

Das Gebäude hat einen quadratischen Grundriss von etwa 28 m Seitenlänge und sein Inneres ist um den königlichen Salon herum organisiert, dem straßen- und bahnsteigseitig je ein Vorraum vorgelagert ist. An den beiden anderen Seiten des Salons liegen einmal das „private“ Zimmer des Königs und gegenüber das Zimmer für die Minister, das heute als Büro der Rete Ferroviaria Italiana genutzt wird, und jeweils entsprechende Nebenräume. Besonders hervorzuheben ist das Badezimmer aufgrund seiner modernen Gestaltung.

### Ausstattung
Die Gestaltung des Innenraums, der durch die Einfachheit seiner Gliederung und die linearen Strukturen seine Wirkung den verwendeten edlen Materialien überlässt, verstärkt die Pracht, die bereits die Außenverkleidung vermittelt. Die Böden des Ehrenportikus und der Vestibüle sind mit grünem Serpentin aus den Alpen belegt, die Wände mit buntem Marmor verkleidet und die Gewände der Fenster bestehen aus weißem Carrara-Marmor.
Das Innere des Gebäudes wurde 1990 unter Berücksichtigung des historisch überkommenen Bestandes restauriert und bewahrt bis heute seine ursprünglichen Formen.

### Vorräume

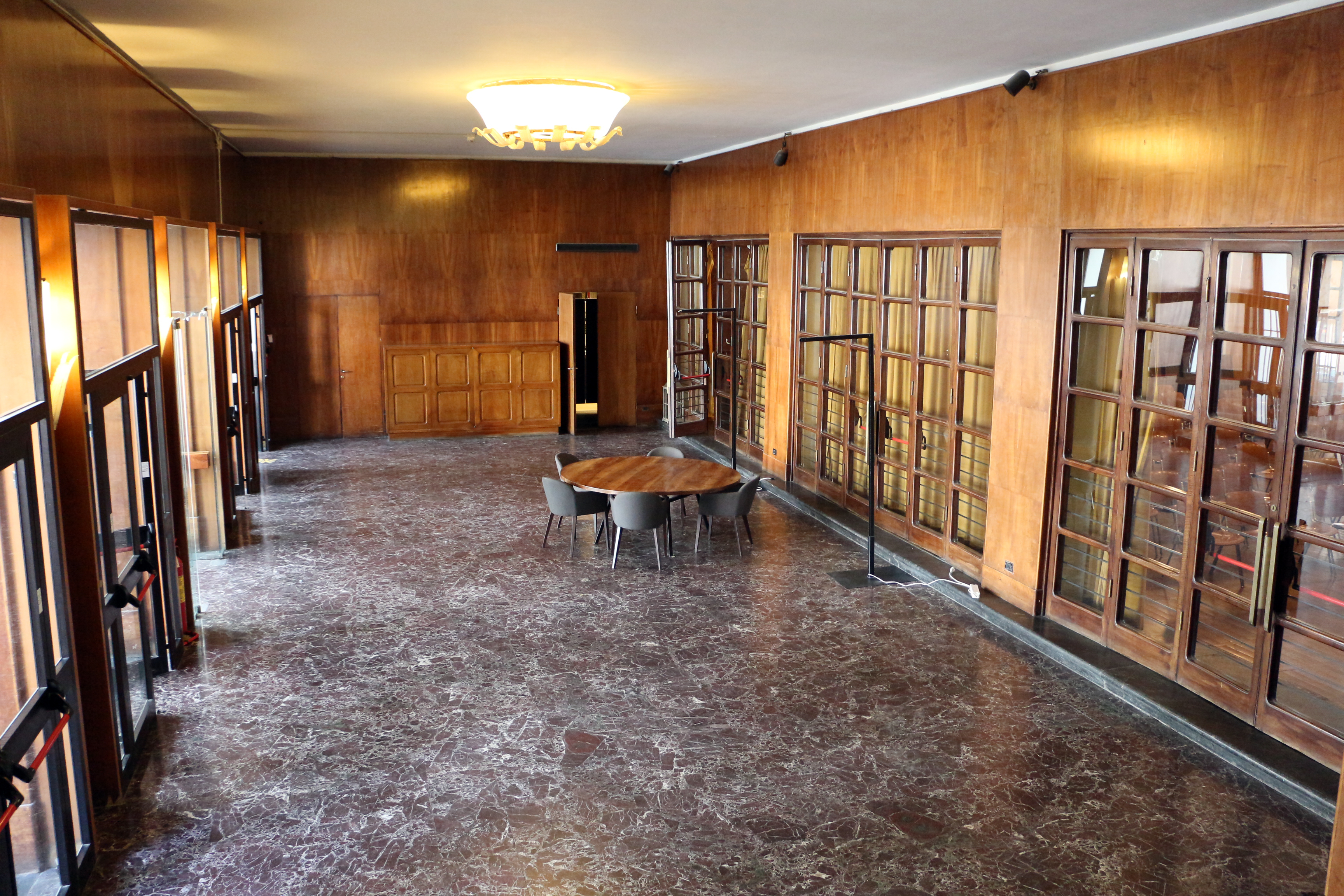
Straßenseitiges Vestibül

Das gleisseitige Vestibül öffnet sich mit drei großen Fenstertüren mit Holzrahmen zum Bahnsteig. Die Böden bestehen hier aus rotem Levanto-Marmor. Die Wände sind mit römischem Stuck, einer Vertäfelung aus Nussbaumholz und zwei Stuckreliefs gestaltet, die eine Episode aus der Belagerung von Florenz (Mario Moschi) und den Bau der Kuppel des Doms von Florenz durch Filippo Brunelleschi (von Giannetto Mannucci) darstellen. Das straßenseitige Vestibül hat die gleiche Ausstattung wie sein Pendant auf der Bahnsteigseite. Hier beginnt die Treppe in das Obergeschoss mit Stufen aus statuarischem Marmor und Marmor aus Pavonazzo d'Arni für den Handlauf.

### Salon

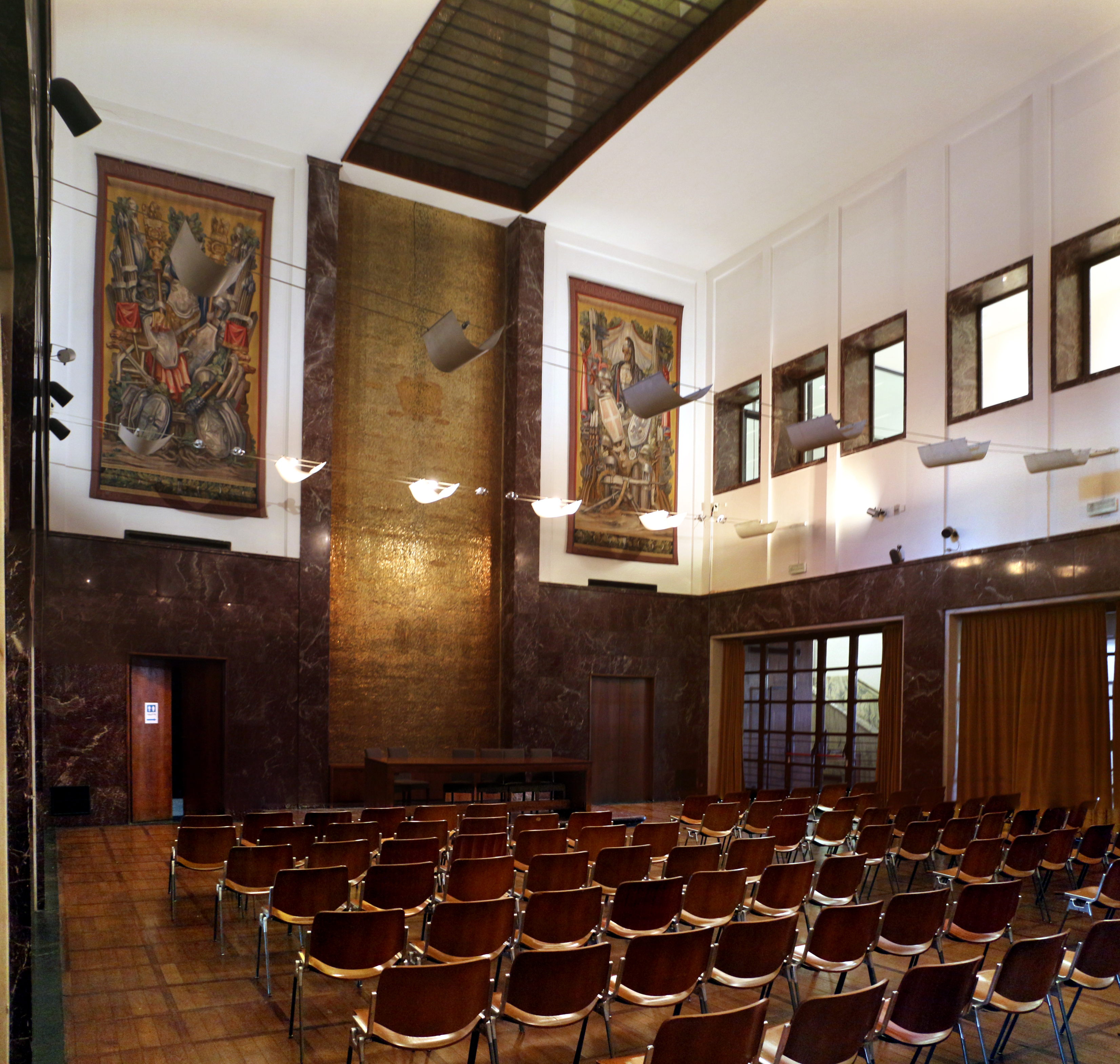
Zentraler Salon

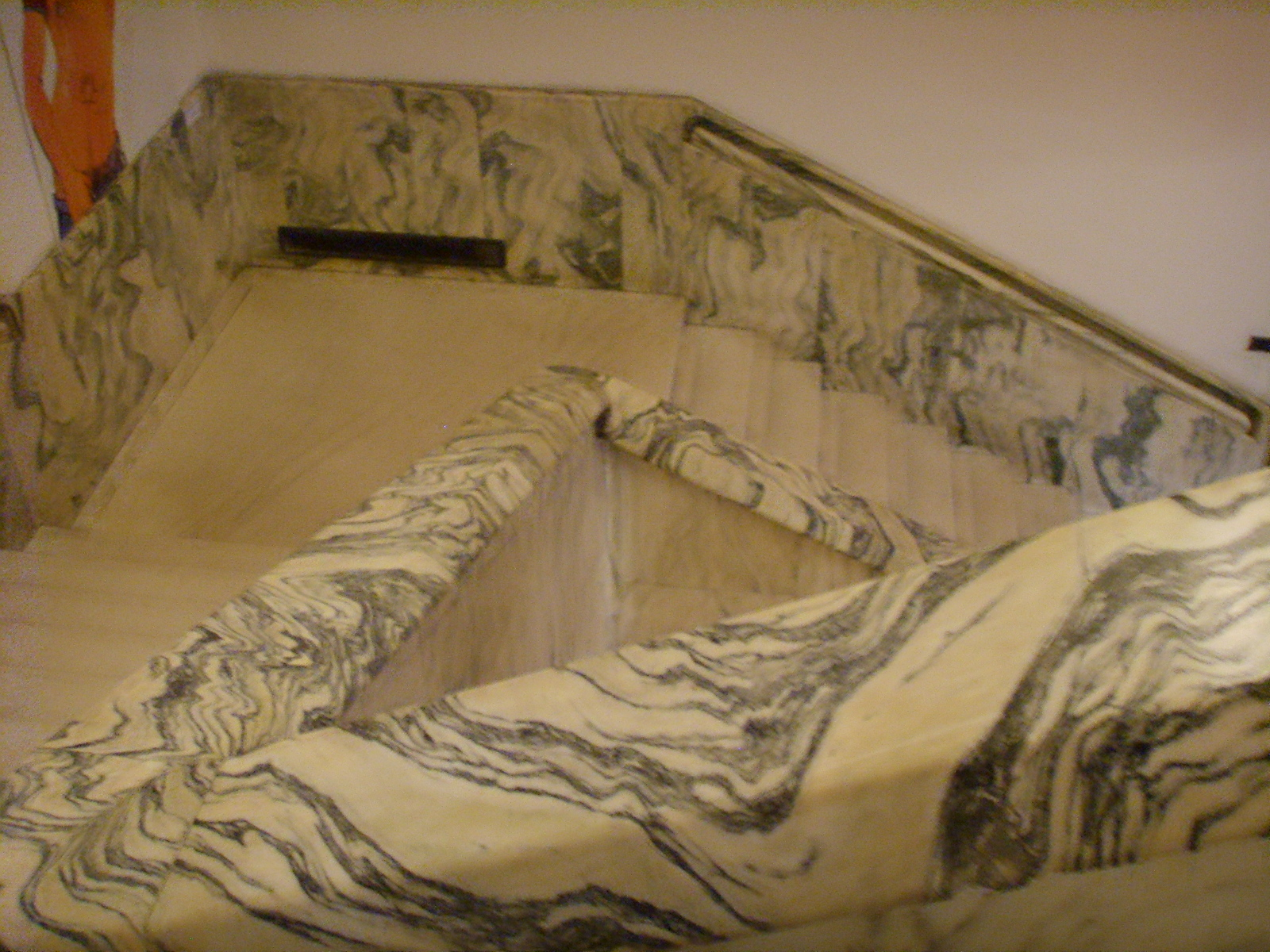
Treppe

Der zentrale Salon nimmt die gesamte Höhe des Gebäudes ein und ist vollständig von anderen Räumen umgeben. Er wird zum einen über hoch gelegene Fenster auf der Höhe des ersten Stockwerks durch Alabaster-Scheiben beleuchtet. Zum anderen nimmt etwa ein Drittel der Decke ein mit gelbem Glas ausgestattetes Oberlicht ein. Dieser zentrale Salon ist bis über die Türhöhe hinaus im unteren Bereich mit roten Marmorplatten aus Castelpoggio verkleidet. Der Fußboden wurde aus Nussbaum und Eiche gefertigt. An der Kopfseite gibt es ein Podest – ebenfalls aus Castelpoggio-Marmor – für den königlichen Thron, dahinter, eingerahmt von Pilastern – wieder aus Castelpoggio-Marmor –, befindet sich eine Mosaikplatte aus blauen und goldenen Steinen mit dem Muster des savoyischen Knotens, der Aufschrift FERT und ursprünglich einer Krone in der Mitte. Die Fenstertüren zu den beiden Vorhallen sind mit weißem Apuanischen Marmor umrahmt.